# نوستراداموس
نوسْتْراداموس (به فرانسوی: Nostradamus) با نام واقعی میشِل دو نُسْتْرِدام (به فرانسوی: Michel de Nostredame) (۱۴ یا ۲۱ دسامبر ۱۵۰۳ – ۱ یا ۲ ژوئیهٔ ۱۵۶۶) پزشک، نویسنده، ستاره‌شناس و پیش‌گوی اهل فرانسه بود. بسیاری از حوادث و جنگ‌های آینده، پس از اتفاق افتادن، پیش‌گویی‌شان به وی منسوب شده است.
خانواده پدری نوستراداموس در اصل یهودی بودند، اما یک نسل پیش از تولد او به مسیحیت کاتولیک گرویده بودند. او در دانشگاه اوینیون تحصیل کرد، اما به دلیل شیوع طاعون، پس از کمی بیش از یک سال مجبور به ترک دانشگاه شد، زیرا دانشگاه تعطیل گردید. نوستراداموس چندین سال به عنوان عطار فعالیت کرد و سپس وارد دانشگاه مونپلیه شد تا مدرک دکتری بگیرد، اما به محض اینکه سابقه کار او به عنوان داروساز (که یک حرفه دستی و ممنوعه طبق قوانین دانشگاه بود) کشف شد، اخراج گردید. او در سال ۱۵۳۱ ازدواج کرد، اما همسر و دو فرزندش در سال ۱۵۳۴ در جریان شیوع دوباره طاعون جان باختند. نوستراداموس پیش از ازدواج مجدد با آن پونسارده، که از او صاحب شش فرزند شد، در کنار دیگر پزشکان برای مقابله با طاعون فعالیت کرد. او در سال ۱۵۵۰ یک سالنما نوشت و به دلیل موفقیت آن، به نوشتن سالنماهای بعدی ادامه داد و همزمان به عنوان اختربین برای حامیان ثروتمند فعالیت خود را آغاز کرد. کاترین مدیچی یکی از برجسته‌ترین حامیان او شد. کتاب پیشگویی‌های او که در سال ۱۵۵۵ منتشر شد، به شدت تحت تأثیر پیشینه‌های تاریخی و ادبی بود و در ابتدا با استقبال متفاوتی روبرو شد. نوستراداموس در اواخر عمر از بیماری شدید نقرس رنج می‌برد که در نهایت به اِدِم تبدیل شد. او در اول یا دوم ژوئیه ۱۵۶۶ درگذشت. بسیاری از نویسندگان عامه‌پسند داستان‌های غیرمستند و افسانه‌ای دربارهٔ زندگی او بازگو کرده‌اند.
از زمان انتشار کتاب پیشگویی‌ها، نوستراداموس طرفداران بسیاری جذب کرده و برخی از رسانه‌های عامه‌پسند معتقدند که او بسیاری از رویدادهای مهم جهانی را با دقت پیش‌بینی کرده است. با این حال، منابع دانشگاهی این ایده را که نوستراداموس دارای توانایی‌های پیشگویانه واقعی و ماوراءطبیعی بوده، رد می‌کنند و معتقدند ارتباط بین رویدادهای جهانی و رباعیات نوستراداموس نتیجه تفسیرهای نادرست یا حتی عمدی و گاه ترجمه‌های اشتباه است. این پژوهشگران همچنین استدلال می‌کنند که پیش‌بینی‌های نوستراداموس به‌طور مشخص مبهم هستند، به‌گونه‌ای که می‌توان آن‌ها را تقریباً به هر چیزی نسبت داد و برای اثبات توانایی‌های پیشگویانه واقعی او بی‌فایده‌اند.

## زندگی
پدر میشل دو نُسترادام «پیر دو نُستردام» در دسامبر ۱۵۰۳ زاده شد. خانوادهٔ پدری او اصالتاً یهودی بودند. اما پدرش «گی گسنت» در حدود سال ۱۴۵۵ پس از ازدواج با یک زن کاتولیک به مذهب کاتولیک روی آورد و نام مسیحی «پیر» و نام خانوادگی «دو نستردام» را برای خود انتخاب کرد (این نام خانوادگی از روز مقدسی که در آن تشریفات گرایش وی به مذهب کاتولیک اجرا شد، گرفته شده است). میشل نخستین فرزند آنها بود که در روز ۱۴ یا ۲۱ دسامبر سال ۱۵۰۳ در سن-رمی-دو-پروانس فرانسه زاده شد. دِلفین، ژان (۷۷–۱۵۰۷)، پیر، هکتور، لوئیس، برتراند، ژان دوم (متولد ۱۵۲۲) و آنتونی (متولد ۱۵۲۳) از جمله خواهران و برادران نوستراداموس هستند. در مورد کودکی نوستراداموس اطلاعات بیشتری وجود ندارد، با این حال روایتی وجود دارد که بر طبق آن وی تحت آموزش پدربزرگ مادری‌اش «ژان دو سن رِمی» بوده است.
میشل نوستراداموس تحصیلات خود را در شهر اوینیون به پایان رساند. او هنگام تحصیل به ستاره‌شناسی و ریاضیات علاقه بسیاری نشان می‌داد. با این وجود به خواست پدرش در سال ۱۵۲۱ در آموزشگاه پزشکی «مون پلیه» ثبت نام کرد. در آنجا بود که با نویسندهٔ نامدار فرانسوی فرانسوا رابله آشنا شد و با تشویق او به سرودن شعر و نوشتن قطعات ادبی پرداخت. در سال ۱۵۵۰ نخستین تقویم نجومی را که در آن پیش‌گویی‌هایی دربارهٔ رخدادها و اوضاع جوی سال بعد انجام شده بود، منتشر کرد. در این سال‌نامه برای نخستین بار نام وی «نوستراداموس» و شغل و زمینه مورد علاقه‌اش، پزشک و آستروفیل (یعنی دوست‌دار ستارگان یا نجوم؛ اختردوست) آورده شد. کلمه آستروفیل به معنای دوست‌دار ستاره‌هاست. نوستراداموس این کلمهٔ ساختگی را به آسترولوگ یا «ستاره‌شناس» ترجیح داده بود.
نوسترآداموس از سال ۱۵۵۴ یادداشت‌های خود را به صورت رباعی (دوبیتی) نوشت. او صد رباعی نخست را با نام سِنتِریِ نخست یا نخستین صدگانه یا صد شعر در ۱۵۵۵ منتشر کرد. وی در آغاز، این رباعی‌ها که خطاب به پسرش سزار نوشته است تأکید می‌کند که سرنوشت بشر و آیندهٔ جهان را از روی حرکات ستارگان می‌توان پیش‍گویی نمود و اینکه هر رباعی او گویای رخدادی است که در آیندهٔ دور یا نزدیک رخ خواهد داد. شمار این پیشگویی‌ها که بیشتر به صورت رباعی است به ۹۶۵ عدد می‌رسد. علاوه بر این رباعی‌ها او ۵۶ مُسَدّس (شش‌بیتی) هم دارد. به‌طور کلی او در بیش از هزار رباعی و مسدس رخدادهای برجستهٔ گیتی را تا پایان سال ۱۹۹۹ میلادی پیش‌بینی کرده است. نوسترآداموس قید می‌کند که در پیش‌گویی‌هایش رمزها و محاسبه‌هایی دارد که هر کس توانایی درک آنها را ندارد. او این رمزها را در نامه‌ای که به هانری دوم پادشاه فرانسه نوشته توضیح داده است.

## تحصیل
نوستراداموس در ۱۵ سالگی وارد دانشگاه اوینگتن شد. کمی بیش از یک سال بعد (زمانی که به جای تحصیل علوم اربعه (هندسه، حساب، موسیقی و ستاره‌شناسی) مشغول تحصیل سه‌گانه تریوییم (دستور زبان، علوم بلاغه و منطق) بود، دانشگاه به دلیل ترس از همه‌گیری بیماری مرگ سیاه تعطیل و او مجبور به ترک دانشگاه شد. او در سال ۱۵۲۹ پس از چند سال کار به عنوان عطار، برای تحصیل پزشکی وارد دانشگاه مونپلیه شد. پس از اندک زمانی، دانشگاه از این که وی به عنوان عطار کار می‌کرده با خبر شد و او را اخراج نمود؛ زیرا در آن زمان طبق مقررات دانشگاه عطاری ممنوع بود. اسناد اخراج او (BIU Montpellier, Register S 2 folio ۸۷) در حال حاضر هنوز در کتابخانه دانشکده موجود هستند. با این وجود، برخی از ناشران و خبرنگاران بعدها وی را «دکتر» می‌خواندند. او پس از اخراج از دانشگاه به کار خود به عنوان عطار ادامه داد و با ساختن «قرص رز» که گمان می‌شد ضد طاعون است، شهرت یافت.

## ازدواج و کارهای درمانی
در سال ۱۵۳۱ ژولیوس سزار اسکالیگر که یک دانشمند رنسانس بود نوستراداموس را برای آمدن به اژن دعوت کرد. نوستراداموس در آنجا با زنی که نامش مورد تردید است (احتمالاً Henriette d'Encausse) ازدواج کرد. آنها صاحب دو فرزند شدد. در سال ۱۵۳۴ همسر و دو فرزند نوستراداموس احتمالاً از بیماری طاعون درگذشتند. نوستراداموس پس از مرگ آنها به سفر ادامه داد و از فرانسه و احتمالاً از ایتالیا عبور کرد.
او در بازگشت در سال ۱۵۴۵ به یاری پزشک مشهور «لوئیس سر» در جنگ علیه همه‌گیری بیماری طاعون در مارسی پرداخت. سپس خود به تنهایی به مبارزه علیه این بیماری در منطقهٔ سلون دو پروانس و در ناحیهٔ مرکزی اکس-آن-پرووانس پرداخت. در نهایت نوستراداموس در سال ۱۵۴۷ در منطقهٔ سالون در خانه‌ای که امروزه هنوز موجود است سکنی گزید. وی در آنجا با یک بیوه ثروتمند بنام «آن پونسارد» ازدواج کرد. این زن سه پسر و سه دختر برای او به دنیا آورد. نوستراداموس و همسرش بین سال‌های ۱۵۵۶ تا ۱۵۶۷ یک سیزدهم سهام پروژه عظیم کانال که آدام دی کراپون برای آبیاری منطقه بی آب سالون و بیابان نزدیک آن از آب رودخانه دورانس طرح کرده بود را بدست آوردند.

## پیشگویی
نوستراداموس پس از بازدیدی دیگر از ایتالیا از کار پزشکی به علوم ناشناخته یا علوم غریبه و پیشگویی روی آورد. به دنبال شیوه‌های مرسوم آن دوره، نوستراداموس تقویم نجومی سال ۱۵۵۰ را نوشت و برای نخستین بار نام خود را به پیروی از شیوهٔ لاتین از «نستردام» به «نوستراداموس» تغییر داد. او از موفقیت نوشتن سالنامه چنان انگیزه یافت که تصمیم گرفت هر سال یک یا چند سالنامه نجومی بنویسد. گفته می‌شود که کلاً در این آثار نوستراداموس دستکم ۶ هزار و ۳۳۸ مورد پیشگویی، و حداقل ۱۱ تقویم موجود است که آغاز همه آنها برخلاف آنچه که گاهی تصور می‌شد در ماه مارس نیست، بلکه در اول ژوئن است. در پی نوشتن سال‌نامه‌های نجومی بود که نجیب‌زادگان و دیگر اشخاص مهم از نقاط دور خواستار طالع‌بینی و اظهار نظر در مورد آینده را از نوستراداموس کردند. او برخلاف آنچه که طالع‌بینان حرفه‌ای انجام می‌دادند از مشتریانش می‌خواست که اطلاعات مربوط به جداول تولد را که طالع‌بینی بر اساس آنها بود دقیق ارائه کنند.
نوستراداموس سپس پروژه نوشتن کتاب یک هزار پیشگویی را آغاز کرد که شامل پیشگویی‌های نامعلومی است که او را امروزه مشهور ساخته است. نوستراداموس در پی خطری که از سوی متعصبان مذهبی حس می‌کرد، با استفاده از شیوه نگارش به سبک ویرژیل، بازی با کلمات و استفاده از آمیزه زبان‌هایی مانند یونانی، ایتالیایی، لاتین و زبان‌های منطقه‌ای سعی در مبهم نمودن معانی نوشته‌های خود کرد. بنا به دلایل فنی مربوط به انتشار پیشگویی‌ها در سه نوبت، چنین به نظر می‌رسد که ناشر سومین و آخرین بخش، تمایلی به شروع کار خود از کتاب صد شعر نداشته است. هیچ نسخه‌ای از آخرین ۵۸ رباعی هفتمین قرن باقی نمانده است.
رباعی‌هایی که در کتاب پیشگویی‌ها (Les Propheties) چاپ شدند با واکنش‌های مختلفی روبرو شدند. برخی بر این باور بودند که نوستراداموس برده شیطان و یک انسان ریاکار و دیوانه است. درحالیکه برخی دیگر معتقد بودند رباعیات او پیشگویی‌هایی روحانی است، زیرا در سایه منابع نوشته شده پس از زمان کتب مقدس نوستراداموس نیز چنین ادعایی می‌کرد. کاترین مدیچی همسر هنری دوم پادشاه فرانسه یکی از بزرگ‌ترین ستایندگان نوستراداموس بود. وی پس از خواندن تقویم نجومی نوستراداموس مربوط به سال ۱۵۵۵ که به تهدیداتی نسبت به خاندان سلطنتی اشاره داشت، او را به پاریس فرا خواند تا در مورد آن تهدیدات توضیح دهد و برای کودکانش طالع‌بینی کند. در آن زمان نوستراداموس فکر می‌کرد که به دار آویخته می‌شود. اما در سال ۱۵۶۶ که از دنیا رفت، کاترین او را به عنوان مشاور و پزشک پادشاه انتخاب کرده بود.
در زندگینامه نوستراداموس عنوان شده که وی از اینکه به جرم بدعت‌گذاری مورد شکنجه قرار گیرد واهمه داشته است. اما نه پیشگویان و نه طالع‌بینان هیچ‌کدام در این گروه قرار نمی‌گیرند و تنها زمانی که وی از جادو (خلاف طبیعت) برای این مقاصد استفاده می‌کرد، این‌گونه خطرات وجود داشت. در حقیقت ارتباط نوستراداموس با کلیسا به عنوان یک پیشگو و شفابخش روحانی، درجه یک بود. زندانی شدن کوتاه مدت نوستراداموس در اواخر سال ۱۵۶۱ به این دلیل بود که وی سالنامه ۱۵۶۲ را بدون اجازه قبلی از اسقف منتشر کرد، درحالی‌که بر پایه فرمان جدید سلطنتی کسب اجازه لازم بود.

## سال‌های پایانی و مرگ

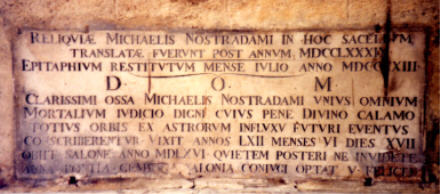
مقبره نوسترآداموس در Collégiale St-Laurent,Salon.

در سال ۱۵۶۶ بیماری نقرس که سال‌ها باعث رنجش نوستراداموس شده بود، به ورم یا آب آوردگی تبدیل شد. در اواخر ژوئن ۱۵۶۶ او وکیل خود برای آماده کردن وصیتش فراخواند که در آن همه دارایی خود را تا زمان تولد بیست و پنج سالگی پسرانش و تا زمان ازدواج دخترانش به علاوه ۳ هزار و ۴۴۴ کرون، با کم کردن اندک بدهی‌ها (کلاً حدود ۳۰۰ هزار دلار آمریکا) نزد همسرش تا زمان ازدواجش به امانت گذاشت. پس از آن یک متمم کوتاه به وصیتنامه افزوده شد. گفته می‌شود که وی در عصر روز ۱ ژوئن، منشی خود جین دی چاوینکی را فراخواند و به او گفت: «تو هنگام طلوع خورشید مرا زنده نخواهی دید.» ظاهراً صبح روز بعد بدن بی‌جان نوستراداموس در کف اتاق نزدیک تختش و میز افتاده بود. وی در کلیسای محلی Franciscan به خاک سپرده شد (بخشی از آن امروزه به رستوران La Brocherie ضمیمه شده است). اما در زمان انقلاب فرانسه دوباره جزء Collégiale St-Laurent شد. جایی که آرامگاه وی امروزه در آنجا قرار دارد.

## پیشگویی‌های مهم
- نوستر آداموس در رباعی بیستم سنتری نهم، فرار لوئی شانزدهم از پاریس و دستگیری او را در وارن پیش‌بینی کرده و در رباعی ۵۷ اعدام او را چنین پیش‌بینی می‌کند:

در میان یک اختلاف و هیاهوی شدید
سرانجام شیپور به صدا در خواهد آمد
جلاد سر او را از تن جدا خواهد کرد
و سر خون آلود را به آسمان خواهد گرفت.
- پیش‌بینی شگفت‌انگیز نوستر آداموس دربارهٔ وقایع دوران بعد از انقلاب کبیر فرانسه مربوط به عهد ناپلئون و عاقبت کار اوست؛ در رباعی سیزدهم و سنتری هفتم چنین بیان می‌کند:

از بندری در یک سرزمین دور دست
مردی ریز اندامی به فرانسه خواهد آمد
او انقلابیون را کنار خواهد زد
و خود چهارده سال مستبدانه حکومت خواهد کرد.
- یکی از عجیب‌ترین پیش گویی‌های آداموس در مورد ظهور ناپلئون بناپارت و نقش او در تاریخ فرانسه است؛ در رباعی ۶۰ و سنتری ۱ دربارهٔ ناپلئون چنین گوید:

در نزدیکی ایتالیا امپراتوری به دنیا خواهد آمد
که حکومت او برای فرانسه خیلی گران تمام خواهد شد
او پیروزی‌های بزرگی به دست می‌آورد
اما نامش به عنوان یک قصاب در تاریخ می‌ماند.
- نوستر آداموس جنگ جهانی اول را در رباعی ۵۵ وسنتری ۹ چنین تصور می‌کند:

جنگ هولناکی در غرب تدارک دیده می‌شود
که کشتگان بی‌شمار به بار خواهد آمد
و بیماری واگیری که به دنبال آن می‌آید
انسان‌ها و جانداران بسیار دیگری را از پای در خواهد آورد.
- نوسترآداموس تولد و ظهور هیتلر را در رباعی ۳۵ وسنتری ۳ چنین پیش‌بینی می‌کند:

در اعماق دور افتادهٔ غرب اروپا
کودکی در یک خانوادهٔ فقیر به دنیا می‌آید
او با زبانش توده‌های مردم را اغوا خواهد کرد
و با نیروی عظیمی به شرق خواهد تاخت.
- یکی از جالب‌ترین پیشگویی‌های او دربارهٔ ایران (احتمالاً وقایع مربوط به انقلاب ۵۷ و پس از آن) از صفحات ۳۴۰ و ۳۴۱ کتاب «نوستر آداموس» نوشتهٔ ژان شارل دوفن برون ترجمه می‌گیرد:

باران، قحطی، جنگ در ایران متوقف نخواهد شد
ایمان حقیقی است، پادشاه فریب خواهد خورد
از پس اتمام کنش‌ها در فرانسه است که شروع می‌شود
پیمان پنهانی به نفع کسی که ملزومات جنگی تهیه می‌کند
مردم ایران در فقر و جهل ابدی خود خواهند مُرد.

## کارها

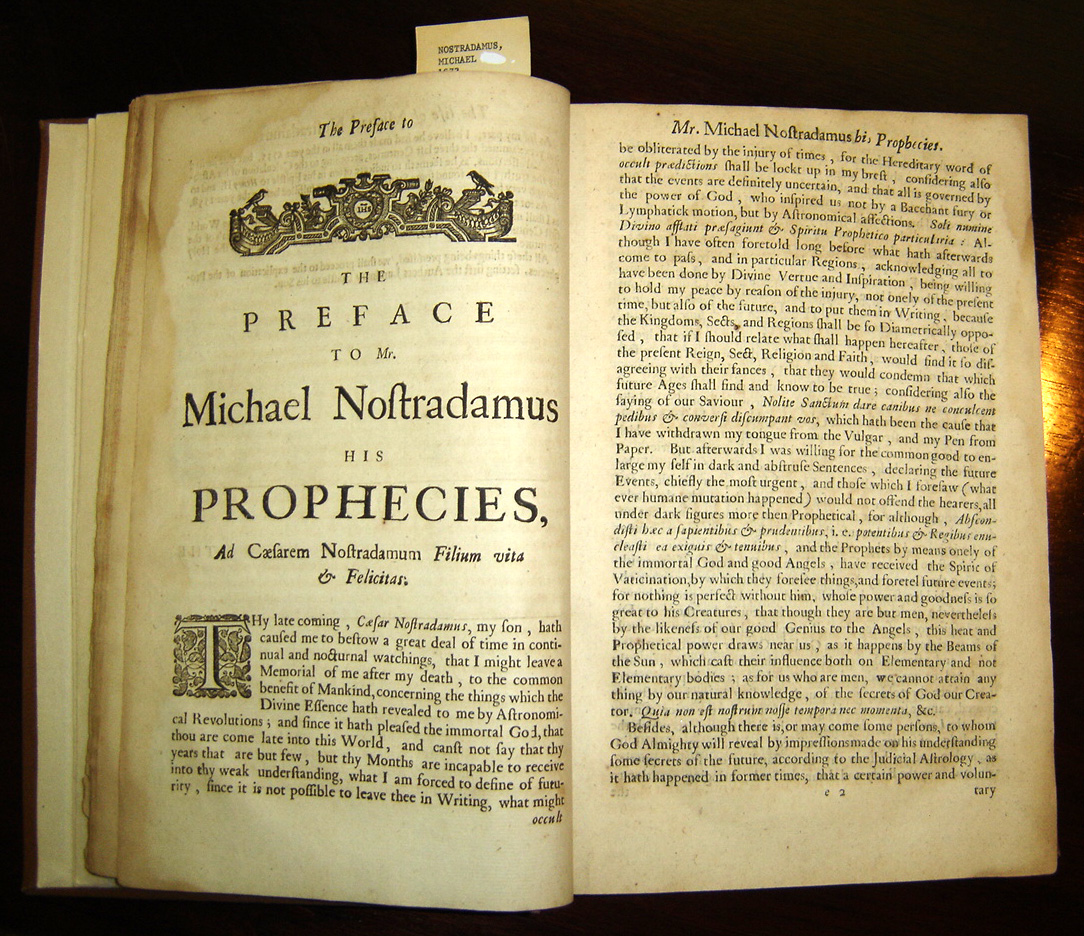
نسخه‌ای از کتاب پیشگویی‌های نوستراداموس بسال ۱۶۷۲ واقع در کتابخانه مرکز علوم درمانی دانشگاه تگزاس در سن آنتونیو.

در کتاب پیشگویی‌های وی پیشگویی‌های مهم و بلند مدت را جمع‌آوری کرد. نخستین بخش آن در سال ۱۵۵۵ منتشر شد، بخش دوم حاوی ۲۸۹ شعر پیشگویی دیگر در سال ۱۵۵۷ منتشر شد. قسمت سوم با ۳۰۰ رباعی دیگر در سال ۱۵۵۸ منتشر شد که این بخش امروزه تنها به عنوان بخشی از ویرایش آثاری که پس از مرگ او در سال ۱۵۶۸ انتشار یافتند باقی مانده است. این نسخه شامل ۹۴۱ رباعی قافیه‌دار و یک رباعی بدون قافیه است که به سه گروه صد تایی و یک گروه ۴۲ تایی که «قرون» نام دارند تقسیم شده‌اند.
با توجه به وضعیت انتشار در آن زمان (که شامل حروف چینی «از دیکته» بود)، هیچ دو نسخه‌ای دقیقاً یکی نبودند و حتی امکان پیدا کردن دو رونوشت دقیقاً مشابه نیز کم بود. به‌طور حتم ضمانتی برای این فرض وجود ندارد که املا یا نقطه‌گذاری نسخه‌ها دقیقاً مشابه با نسخه اصلی نوستراداموس باشند، احتمالی که رمزگشایان آینده در نظر می‌گیرند.
این‌ها که محبوب‌ترین کارهای نوستراداموس بودند، از سال ۱۵۵۰ تا زمان مرگش هر سال منتشر می‌شدند. غالباً او دو یا حتی سه عدد از این‌ها را در هر سال منتشر می‌کرد که «تقویم نجومی» (پیش گویی‌های مفصل)، «پیش‌بینی» یا «نشانه‌های شوم» (پیش‌بینی‌های کلی‌تر) لقب داده می‌شدند.
نوستراداموس نه تنها یک پیشگو بود بلکه یک شفادهنده ماهر نیز بود. گفته می‌شود که وی دستکم دو کتاب در زمینه علوم پزشکی نوشته است. یکی از آنها ترجمه نسبت داده شده از جالینوس است. او در کتاب Traité des fardemens (در اصل کتاب آشپزی پزشکی است که در آن نیز مطالب عموماً از منابع دیگر به عاریه گرفته شده‌اند)، او دربارهٔ روش‌هایی که برای معالجه طاعون بکار می‌برد توضیح داده است ---که هیچ‌کدام حتی روش خون‌گیری هم در عمل کارگر نبودند. در این کتاب همچنین در مورد آماده کردن لوازم آرایشی توضیحاتی آورده شده است.
یک نسخه خطی که به عنوان Orus Apollo شناخته شده نیز در کتابخانه شهرداری لیون وجود دارد. جایی که بیش از ۲۰۰۰ اسناد اصل مربوط به نوستراداموس تحت حمایت میشل چومارات نگهداری می‌شوند. گفته می‌شود این یک ترجمه از یک کار یونان باستان بر اساس نویسه‌های چینی مصری است که برپایه نسخه‌های لاتین بعدی استوار است که متأسفانه در همه آنها معانی درست نسخه‌های مصر باستان نادیده گرفته شده‌اند؛ بنابراین تا زمان ظهورژان-فرانسوا شامپولیون در سده ۱۹ (میلادی) هیچ‌کدام به درستی رمزگشایی نشدند.
پس از مرگ نوستراداموس، تنها، پیشگویی‌های وی محبوبیت خود را به صورتی کاملاً عجیب حفظ کردند. بیش از ۲۰۰ نسخه از آنها به همراه بیش از ۲۰۰۰ تفسیر در آن زمان پدیدار شدند. چنین به نظر می‌رسید که بخشی از محبوبیت آنها به دلیل مبهم بودن و بدون تاریخ بودن آنها بود که این امکان را ایجاد می‌کرد که پس از هر حادثه مهم به‌طور انتخابی یکی از آنها را نقل کرد و آنها را به عنوان کنایه از وقایع مربوطه اعلام کرد.